# 線斑矮脂鯉
線斑矮脂鯉為輻鰭魚綱脂鯉目琴脂鯉亞目複齒脂鯉科的其中一種，為熱帶淡水魚，分布於非洲尼日河上游及Chari-Logone流域，體長可達3.9公分，棲息在底中層水域，生活習性不明。

## 扩展阅读
維基物種上的相關：線斑矮脂鯉